# Élections législatives bas-canadiennes de 1796
Les élections législatives bas-canadiennes de 1796 se sont déroulées du 3 juin 1796 au 20 juillet 1796 au Bas-Canada afin d'élire les députés de la 2e législature de la Chambre d'assemblée. 

## Chronologie
- 31 mai 1796 : Proclamation annonçant les élections générales.
- 3 juin 1796 : Émission des brefs.
- 20 juillet 1796 : Retour des brefs.
- 24 janvier 1797 : Ouverture de la 1re session de la 2e législature par le lieutenant-gouverneur Robert Prescott.

## Résultats
| Canadiens | Bureaucrates | Ind |
| 31 sièges | 17 sièges    | 2   |

### Résultats par district électoral
- Bedford : Nathaniel Coffin
- Buckingham n° 1 : John Craigie
- Buckingham n° 2 : George Waters Allsopp
- Cornwallis n° 1 : Paschal Sirois-Duplessis
- Cornwallis n° 2 : Alexandre Menut
- Devon n° 1 : Nicolas Dorion
- Devon n° 2 : François Bernier
- Dorchester n° 1 : Charles Bégin
- Dorchester n° 2 : Alexandre Dumas
- Effingham n° 1 : Jacob Jordan
- Effingham n° 2 : Charles-Jean-Baptiste Bouc
- Gaspé : Edward O'Hara
- Hampshire n° 1 : François Huot
- Hampshire n° 2 : Joseph-Bernard Planté
- Hertford n° 1 : Louis-François Dunière
- Hertford n° 2 : Félix Têtu
- Huntingdon n° 1 : Joseph-François Perrault
- Huntingdon n° 2 : Joseph Périnault
- Kent n° 1 : Jacques Viger
- Kent n° 2 : Antoine Ménard dit Lafontaine
- Leinster n° 1 : Joseph Viger
- Leinster n° 2 : Bonaventure Panet
- Comté de Montréal n° 1 : Jean-Marie Ducharme
- Comté de Montréal n° 2 : Étienne Guy
- Montréal-Est n° 1 : Joseph Papineau
- Montréal-Est n° 2 : Denis Viger
- Montréal-Ouest n° 1 : Alexander Auldjo
- Montréal-Ouest n° 2 : Louis-Charles Foucher
- Northumberland n° 1 : Pierre-Stanislas Bédard
- Northumberland n° 2 : James Fisher
- Orléans : Jérôme Martineau
- Comté de Québec n° 1 : John Black
- Comté de Québec n° 2 : Louis Paquet
- Basse-ville de Québec n° 1 : Augustin-Jérôme Raby
- Basse-ville de Québec n° 2 : John Young
- Haute-ville de Québec n° 1 : Jean-Antoine Panet
- Haute-ville de Québec n° 2 : William Grant
- Richelieu n° 1 : Charles Hus dit Millet
- Richelieu n° 2 : Benjamin-Hyacinthe-Martin Cherrier
- Saint-Maurice n° 1 : Thomas Coffin
- Saint-Maurice n° 2 : Nicholas Montour
- Surrey n° 1 : Olivier Durocher
- Surrey n° 2 : Chevalier de Rocheblave
- Trois-Rivières n° 1 : John Lees
- Trois-Rivières n° 2 : Pierre-Amable de Bonne
- Warwick n° 1 : Charles-Gaspard Tarieu de Lanaudière
- Warwick n° 2 : James Cuthbert
- William-Henry : Jonathan Sewell
- York n° 1 : Joseph-Hubert Lacroix
- York n° 2 : Joseph Éthier

## Sources
- Section historique du site de l'Assemblée nationale du Québec